# 구마모토현민 TV
구마모토현민 TV(熊本県民テレビ)는 1982년 4월 1일 구마모토현의 3번째 민영방송국으로 개국했으며 약칭은 KKT, 콜사인은 JOQI-DTV이다.

## 개요
- 개국당시 TV 구마모토가 가맹했던 NNN·NNS 가맹국 자격을 계승해 구마모토 방송과 TV 구마모토에서 프로그램들을 이행 받았다.
- 개국 당초부터 완전가맹국이었지만 구마모토 아사히 방송(KAB)이 개국하기 전이었기 때문에 지역방송 시간대에 일부 TV아사히 계열 프로그램도 방송했다.

## 연혁
- 1981년 11월 26일 회사가 설립되었다.
- 1982년 4월 1일 구마모토현 3번째 민간 텔레비전 방송국으로서 개국하였다.
- 2005년 1월 자사의 와이드 프로그램 테레비타민에서 방송이 조작되었다는 사실이 발각되어 3월 총무성으로부터 엄중한 주의를 받았다.
- 2006년 11월 1일　지상파 디지털 텔레비전 시험 방송이 개시되었다.
- 2006년 12월 1일　지상파 디지털 텔레비전 본방송을 개시하였다.(콜사인：JOQI-DTV)
- 2011년 7월 25일 지상파 아날로그 텔레비전 본방송이 완전히 종료되었다.

## 특징
- 사옥의 모습이 TV 니가타의 사옥과 비슷하다.(설계비 절약을 위해서였다고 전해진다.)
- 말없이 프로그램 송출을 중단하는 일이 많다고 한다.
- 1997년, 후쿠오카 방송이 CM미방영 사건을 일으켜 NNS에서 1년간의 회원 활동 정지 처분을 받았을 때, KKT가 규슈지역 NNS 중심국 역할을 수행했다.

## 구마모토현에 있는 다른 텔레비전·라디오 방송국
- NHK 구마모토 방송국
- 구마모토 방송(RKK)(TV는 도쿄 방송 계열국, 라디오는 JRN&NRN계열국)
- 구마모토 아사히 방송(KAB)(TV 아사히계열)
- TV 구마모토(TKU)(후지 TV 계열)
- FM구마모토(JFN 계열)